# Claudea elegans
Espèce
Claudea elegans est une espèce d’algues rouges de la famille des Delesseriaceae, sous-famille des Delesserioideae , tribu des Claudeeae.